# Primera División de España 1933-34
La temporada 1933-34 de Primera División fue la 6.ª edición de la máxima categoría del sistema de Ligas españolas de fútbol. Se disputó entre el 5 de noviembre de 1933 y el 4 de marzo de 1934.
El Athletic Club conquistó su tercer título de liga y se confirmó como el equipo más laureado en la corta historia del torneo tras desempatar con el Madrid Football Club. En esta edición no hubo descenso de categoría al acordar la Federación Española un aumento de equipos participantes a partir de la temporada siguiente, de nuevo en el marco de reestructurar las competiciones regionales y darle mayor protagonismo a las de ámbito nacional.

## Sistema de competición
La Primera División de España 1933-34 fue organizada por la Federación Española de Fútbol (FEF).
Como en ediciones anteriores, tomaron parte diez equipos, todos ellos en un grupo único; siguiendo un sistema de liga, se enfrentaron todos contra todos en dos ocasiones —una en campo propio y otra en campo contrario—, sumando un total de 18 jornadas. El orden de los encuentros se decidió por sorteo antes de empezar la competición. Fue la última edición en presentar a diez contendientes.
La clasificación final se estableció con arreglo a los puntos obtenidos en cada enfrentamiento, a razón de dos por partido ganado, uno por empatado y ninguno en caso de derrota.
En caso de empate a puntos entre dos o más clubes en la clasificación final, se tuvo en cuenta el mayor cociente de goles.

### Efectos de la clasificación
El equipo que más puntos sumó al final del campeonato fue proclamado campeón de liga.
A diferencia de ediciones anteriores, el último clasificado no fue descendido automáticamente a Segunda División, y por tanto no siendo reemplazado para la próxima temporada por el campeón de dicha categoría, debido a la ampliación de equipos para la siguiente temporada. Inicialmente estaba prevista la ampliación a catorce participantes para la próxima temporada, por lo que los cuatro primeros clasificados de Segunda División ascenderían directamente y el quinto disputaría una promoción con el colista de Primera y los dos campeones de Tercera División.
Sin embargo, dado que al término de la temporada la FEF redujo la ampliación a doce equipos, finalmente no se disputó el partido de promoción del último clasificado y ascendieron directamente los dos primeros clasificados de Segunda División.

## Equipos participantes

### Equipos por región
Esta temporada supuso el debut en la máxima categoría del Oviedo Football Club.
| N.° | Región            | Equipos                                                       |
| --- | ----------------- | ------------------------------------------------------------- |
| 3   | Vascongadas       | Arenas Club de Guecho, Athletic Club y Donostia Football Club |
| 2   | Cataluña          | Football Club Barcelona y Club Deportivo Español              |
| 1   | Andalucía         | Betis Balompié                                                |
| 1   | Asturias          | Oviedo Football Club                                          |
| 1   | Castilla la Nueva | Madrid Football Club                                          |
| 1   | Castilla la Vieja | Racing Club                                                   |
| 1   | Valencia          | Valencia Football Club                                        |

### Ascensos y descensos
Un total de diez equipos disputaron la liga: nueve equipos que permanecen de la temporada anterior y un equipo ascendido de Segunda División. La siguiente tabla muestra los intercambios de plazas previos al comienzo de la temporada:
| Pos. | Descendidos a Segunda División |
| ---- | ------------------------------ |
| 10.º | C. D. Alavés                   |

| Pos. | Ascendidos de Segunda División |
| ---- | ------------------------------ |
| 1.º  | Oviedo                         |

### Información de los equipos
| Equipo              | Ciudad        | Entrenador        | Capitán | Estadio          | Capacidad |
| ------------------- | ------------- | ----------------- | ------- | ---------------- | --------- |
| Arenas de Guecho    | Guecho        | José Luis Emaldi  |         | Ibaiondo         | 15 540    |
| Athletic Club       | Bilbao        | Patricio Caicedo  |         | San Mamés        | 17 628    |
| Barcelona           | Barcelona     | Richard Kohn      |         | Las Corts        | 25 000    |
| Betis Balompié      | Sevilla       | Patrick O'Connell |         | Patronato Obrero | 10 000    |
| Donostia            | San Sebastián | Harry Lowe        |         | Atocha           | 9215      |
| Español             | Barcelona     | Ramón Trabal      |         | Sarriá           | 16 055    |
| Madrid              | Madrid        | Robert Firth      |         | Chamartín        | 17 862    |
| Oviedo              | Oviedo        | Emilio Sampere    |         | Buenavista       | 10 000    |
| Racing de Santander | Santander     | Randolph Galloway |         | El Sardinero     | 11 300    |
| Valencia            | Valencia      | Jack Greenwell    |         | Mestalla         | 18 980    |

## Desarrollo

### Clasificación
| Pos. | Equipo              | Pts. | PJ | G  | E | P  | GF | GC | Dif. | Clasificación    |
| ---- | ------------------- | ---- | -- | -- | - | -- | -- | -- | ---- | ---------------- |
| 1    | Athletic Club (C)   | 24   | 18 | 11 | 2 | 5  | 61 | 27 | +34  | Campeón          |
| 2    | Madrid F. C. (C, O) | 22   | 18 | 10 | 2 | 6  | 41 | 29 | +12  | Campeón de Copa. |
| 3    | Racing de Santander | 19   | 18 | 9  | 1 | 8  | 38 | 39 | −1   |                  |
| 4    | Betis Balompié      | 19   | 18 | 9  | 1 | 8  | 29 | 36 | −7   |                  |
| 5    | Donostia F. C.      | 18   | 18 | 7  | 4 | 7  | 29 | 33 | −4   |                  |
| 6    | Oviedo F. C.        | 18   | 18 | 8  | 2 | 8  | 51 | 45 | +6   |                  |
| 7    | Valencia F. C.      | 17   | 18 | 7  | 3 | 8  | 28 | 38 | −10  |                  |
| 8    | C. D. Español       | 17   | 18 | 7  | 3 | 8  | 41 | 42 | −1   |                  |
| 9    | F. C. Barcelona     | 16   | 18 | 8  | 0 | 10 | 42 | 40 | +2   |                  |
| 10   | Arenas de Guecho    | 10   | 18 | 3  | 4 | 11 | 18 | 49 | −31  |                  |

 Fuente: BDFutbol
Criterios de clasificación: Puntos · Diferencia de goles · Goles a favor · Play-off
|                       |
| Campeón Athletic Club |
| 3.er título           |

### Evolución de la clasificación
| Equipo / Jornada    | 01 | 02 | 03 | 04 | 05 | 06 | 07 | 08 | 09 | 10 | 11 | 12 | 13 | 14 | 15 | 16 | 17 | 18 |
| Equipo / Jornada    |    |    |    |    |    |    |    |    |    |    |    |    |    |    |    |    |    |    |
| ------------------- | -- | -- | -- | -- | -- | -- | -- | -- | -- | -- | -- | -- | -- | -- | -- | -- | -- | -- |
| Athletic Club       | 6  | 1  | 2  | 2  | 2  | 2  | 3  | 1  | 3  | 3  | 1  | 1  | 1  | 1  | 1  | 1  | 1  | 1  |
| Madrid F. C.        | 4  | 2  | 1  | 1  | 1  | 1  | 2  | 3  | 2  | 2  | 3  | 2  | 2  | 2  | 2  | 2  | 2  | 2  |
| Racing de Santander | 8  | 5  | 9  | 5  | 7  | 7  | 10 | 8  | 5  | 4  | 5  | 4  | 4  | 3  | 4  | 3  | 3  | 3  |
| Betis Balompié      | 3  | 8  | 10 | 6  | 8  | 5  | 4  | 4  | 6  | 8  | 9  | 8  | 9  | 7  | 5  | 4  | 5  | 4  |
| Donostia F. C.      | 10 | 7  | 8  | 4  | 4  | 3  | 1  | 2  | 1  | 1  | 2  | 3  | 3  | 6  | 3  | 6  | 4  | 5  |
| Oviedo F. C.        | 1  | 3  | 4  | 7  | 9  | 6  | 7  | 5  | 8  | 9  | 7  | 9  | 6  | 5  | 7  | 5  | 7  | 6  |
| Valencia F. C.      | 7  | 9  | 5  | 8  | 5  | 8  | 5  | 7  | 4  | 7  | 6  | 7  | 5  | 8  | 6  | 7  | 6  | 7  |
| C. D. Español       | 2  | 6  | 3  | 3  | 3  | 4  | 8  | 6  | 9  | 6  | 4  | 6  | 8  | 9  | 9  | 9  | 9  | 8  |
| F. C. Barcelona     | 9  | 4  | 7  | 10 | 10 | 10 | 6  | 9  | 7  | 5  | 8  | 5  | 7  | 4  | 8  | 10 | 8  | 9  |
| Arenas de Guecho    | 5  | 10 | 6  | 9  | 6  | 9  | 9  | 10 | 10 | 10 | 10 | 10 | 10 | 10 | 10 | 10 | 10 | 10 |

Estadísticas actualizadas hasta el final del campeonato.

## Resultados
| 5 de noviembre de 1933 |     |                     |                            |       |                      |   |
| Oviedo F. C.           | 7:3 | F. C. Barcelona     | Estadio de Buenavista      | —     | Villaverde Fernández | — |
| Valencia F. C.         | 2:2 | Athletic Club       | Estadio de Mestalla        | —     | Melcón Bartolomé     | — |
| Betis Balompié         | 2:1 | Racing de Santander | Campo del Patronato Obrero | —     | Iglesias Gracia      | — |
| Arenas de Guecho       | 3:3 | Madrid F. C.        | Campo de Ibaiondo          | —     | Steimborn Ludvik     | — |
| C. D. Español          | 4:0 | Donostia F. C.      | Estadio de Sarriá          | 15:00 | Sanchis Orduña       | — |

| 12 de noviembre de 1933 |     |                  |                                |       |                    |   |
| Athletic Club           | 5:0 | Betis Balompié   | Estadio de San Mamés           | —     | Comorera Gatuella  | — |
| Racing de Santander     | 4:3 | Oviedo F. C.     | Campo de Sport de El Sardinero | —     | Escartín Morán     | — |
| Donostia F. C.          | 4:1 | Arenas de Guecho | Estadio de Atocha              | —     | Montero Román      | — |
| Madrid F. C.            | 3:2 | Valencia F. C.   | Estadio de Chamartín           | —     | Villanueva Calonge | — |
| F. C. Barcelona         | 5:0 | C. D. Español    | Campo de Las Corts             | 15:00 | Castarlenas Mora   | — |

| 18 de noviembre de 1933 |     |                     |                       |   |                  |   |
| Arenas de Guecho        | 3:1 | F. C. Barcelona     | Campo de Ibaiondo     | — | Ostalé Gómez     | — |
| C. D. Español           | 5:0 | Racing de Santander | Estadio de Sarriá     | — | Melcón Bartolomé | — |
| Oviedo F. C.            | 2:2 | Athletic Club       | Estadio de Buenavista | — | Steimborn Ludvik | — |
| Madrid F. C.            | 2:0 | Donostia F. C.      | Estadio de Chamartín  | — | Elizari Navarlaz | — |
| Valencia F. C.          | 2:1 | Betis Balompié      | Estadio de Mestalla   | — | Canga Argüelles  | — |

| 26 de noviembre de 1933 |     |                  |                                |       |                    |   |
| Athletic Club           | 5:0 | C. D. Español    | Estadio de San Mamés           | —     | Villanueva Calonge | — |
| Betis Balompié          | 4:2 | Oviedo F. C.     | Campo del Patronato Obrero     | —     | Comorera Gatuella  | — |
| Donostia F. C.          | 3:1 | Valencia F. C.   | Estadio de Atocha              | —     | Castarlenas Mora   | — |
| Racing de Santander     | 4:1 | Arenas de Guecho | Campo de Sport de El Sardinero | —     | Melcón Bartolomé   | — |
| F. C. Barcelona         | 1:2 | Madrid F. C.     | Campo de Las Corts             | 14:50 | Vallana Jeanguenat | — |

| 3 de diciembre de 1933 |     |                     |                      |   |                      |   |
| Arenas de Guecho       | 2:0 | Athletic Club       | Campo de Ibaiondo    | — | del Campo Echevarría | — |
| Donostia F. C.         | 2:0 | F. C. Barcelona     | Estadio de Atocha    | — | Elizari Navarlaz     | — |
| Madrid F. C.           | 1:0 | Racing de Santander | Estadio de Chamartín | — | Steimborn Ludvik     | — |
| Valencia F. C.         | 1:0 | Oviedo F. C.        | Estadio de Mestalla  | — | Escartín Morán       | — |
| C. D. Español          | 3:1 | Betis Balompié      | Estadio de Sarriá    | — | Sanchis Orduña       | — |

| 10 de diciembre de 1933 |     |                  |                                |       |                      |   |
| Athletic Club           | 5:1 | Madrid F. C.     | Estadio de San Mamés           | —     | Iturralde Gorostiaga | — |
| Betis Balompié          | 2:0 | Arenas de Guecho | Campo del Patronato Obrero     | —     | Melcón Bartolomé     | — |
| Racing de Santander     | 1:1 | Donostia F. C.   | Campo de Sport de El Sardinero | —     | Arribas Seijas       | — |
| Oviedo F. C.            | 3:1 | C. D. Español    | Estadio de Buenavista          | —     | Vallana Jeanguenat   | — |
| F. C. Barcelona         | 5:2 | Valencia F. C.   | Campo de Las Corts             | 14:40 | Medina Toledo        | — |

| 17 de diciembre de 1933 |     |                     |                      |       |                 |   |
| Arenas de Guecho        | 1:1 | Oviedo F. C.        | Campo de Ibaiondo    | —     | Vilalta Bars    | — |
| Donostia F. C.          | 3:0 | Athletic Club       | Estadio de Atocha    | —     | Arribas Seijas  | — |
| Madrid F. C.            | 0:1 | Betis Balompié      | Estadio de Chamartín | —     | Sanchis Orduña  | — |
| Valencia F. C.          | 1:0 | C. D. Español       | Estadio de Mestalla  | —     | Balaguer García | — |
| F. C. Barcelona         | 6:3 | Racing de Santander | Campo de Las Corts   | 14:40 | Escartín Morán  | — |

| 24 de diciembre de 1933 |     |                     |                            |   |                   |   |
| Athletic Club           | 6:1 | F. C. Barcelona     | Estadio de San Mamés       | — | Escartín Morán    | — |
| Betis Balompié          | 1:1 | Donostia F. C.      | Campo del Patronato Obrero | — | Vilalta Bars      | — |
| C. D. Español           | 6:2 | Arenas de Guecho    | Estadio de Sarriá          | — | Montero Román     | — |
| Oviedo F. C.            | 3:2 | Madrid F. C.        | Estadio de Buenavista      | — | Ostalé Gómez      | — |
| Valencia F. C.          | 1:2 | Racing de Santander | Estadio de Mestalla        | — | Comorera Gatuella | — |

| 31 de diciembre de 1933 |     |                |                                |   |                      |   |
| Arenas de Guecho        | 1:2 | Valencia F. C. | Campo de Ibaiondo              | — | Escartín Morán       | — |
| F. C. Barcelona         | 5:1 | Betis Balompié | Campo de Las Corts             | — | Ostalé Gómez         | — |
| Racing de Santander     | 3:2 | Athletic Club  | Campo de Sport de El Sardinero | — | Steimborn Ludvik     | — |
| Donostia F. C.          | 3:1 | Oviedo F. C.   | Estadio de Atocha              | — | Montero Román        | — |
| Madrid F. C.            | 3:2 | C. D. Español  | Estadio de Chamartín           | — | del Campo Echevarría | — |

| 7 de enero de 1934  |     |                  |                                |       |                      |   |
| Athletic Club       | 6:2 | Valencia F. C.   | Estadio de San Mamés           | —     | Arribas Seijas       | — |
| Racing de Santander | 4:1 | Betis Balompié   | Campo de Sport de El Sardinero | —     | Vallana Jeanguenat   | — |
| Donostia F. C.      | 3:3 | C. D. Español    | Estadio de Atocha              | —     | Iturralde Gorostiaga | — |
| Madrid F. C.        | 2:1 | Arenas de Guecho | Estadio de Chamartín           | —     | Castarlenas Mora     | — |
| F. C. Barcelona     | 2:0 | Oviedo F. C.     | Campo de Las Corts             | 15:00 | Melcón Bartolomé     | — |

| 13 de enero de 1934 |     |                     |                            |       |                      |   |
| C. D. Español       | 3:2 | F. C. Barcelona     | Estadio de Sarriá          | 15:10 | Balaguer García      | — |
| 14 de enero de 1934 |     |                     |                            |       |                      |   |
| Arenas de Guecho    | 0:0 | Donostia F. C.      | Campo de Ibaiondo          | —     | Melcón Bartolomé     | — |
| Betis Balompié      | 1:3 | Athletic Club       | Campo del Patronato Obrero | —     | Comorera Gatuella    | — |
| Oviedo F. C.        | 3:1 | Racing de Santander | Estadio de Buenavista      | —     | Villaverde Fernández | — |
| Valencia F. C.      | 2:1 | Madrid F. C.        | Estadio de Mestalla        | —     | Vilalta Bars         | — |

| 21 de enero de 1934 |     |                  |                                |       |                    |   |
| Athletic Club       | 6:2 | Oviedo F. C.     | Estadio de San Mamés           | —     | Castarlenas Mora   | — |
| Betis Balompié      | 2:1 | Valencia F. C.   | Campo del Patronato Obrero     | —     | Escartín Morán     | — |
| Racing de Santander | 3:1 | C. D. Español    | Campo de Sport de El Sardinero | —     | Vallana Jeanguenat | — |
| Donostia F. C.      | 0:3 | Madrid F. C.     | Estadio de Atocha              | —     | Arribas Seijas     | — |
| F. C. Barcelona     | 4:0 | Arenas de Guecho | Campo de Las Corts             | 15:20 | Iglesias Gracia    | — |

| 28 de enero de 1934 |     |                     |                       |       |                      |   |
| Arenas de Guecho    | 2:1 | Racing de Santander | Campo de Ibaiondo     | —     | Ostalé Gómez         | — |
| Madrid F. C.        | 4:0 | F. C. Barcelona     | Estadio de Chamartín  | —     | Vallana Jeanguenat   | — |
| Oviedo F. C.        | 4:3 | Betis Balompié      | Estadio de Buenavista | —     | Iturralde Gorostiaga | — |
| Valencia F. C.      | 4:1 | Donostia F. C.      | Estadio de Mestalla   | —     | Castarlenas Mora     | — |
| C. D. Español       | 1:4 | Athletic Club       | Estadio de Sarriá     | 15:20 | Steimborn Ludvik     | — |

| 4 de febrero de 1934  |     |                  |                                |       |                      |   |
| Athletic Club         | 9:0 | Arenas de Guecho | Estadio de San Mamés           | —     | Zavala Emparanza     | — |
| Betis Balompié        | 3:1 | C. D. Español    | Campo del Patronato Obrero     | —     | Canga Argüelles      | — |
| Racing de Santander   | 4:3 | Madrid F. C.     | Campo de Sport de El Sardinero | —     | Iturralde Gorostiaga | — |
| F. C. Barcelona       | 4:0 | Donostia F. C.   | Campo de Las Corts             | 15:30 | Melcón Bartolomé     | — |
| 22 de febrero de 1934 |     |                  |                                |       |                      |   |
| Oviedo F. C.          | 7:0 | Valencia F. C.   | Estadio de Buenavista          | —     | Iglesias Gracia      | — |

| 11 de febrero de 1934 |     |                     |                      |       |                 |   |
| Arenas de Guecho      | 0:1 | Betis Balompié      | Campo de Ibaiondo    | —     | Montero Román   | — |
| Donostia F. C.        | 2:1 | Racing de Santander | Estadio de Atocha    | —     | Sanchis Orduña  | — |
| Madrid F. C.          | 3:0 | Athletic Club       | Estadio de Chamartín | —     | Vilalta Bars    | — |
| Valencia F. C.        | 2:0 | F. C. Barcelona     | Estadio de Mestalla  | —     | Balaguer García | — |
| C. D. Español         | 5:2 | Oviedo F. C.        | Estadio de Sarriá    | 15:30 | Escartín Morán  | — |

| 18 de febrero de 1934 |     |                  |                                |       |                  |   |
| Athletic Club         | 2:1 | Donostia F. C.   | Estadio de San Mamés           | —     | Castarlenas Mora | — |
| Betis Balompié        | 2:1 | Madrid F. C.     | Campo del Patronato Obrero     | —     | Arribas Seijas   | — |
| Racing de Santander   | 3:1 | F. C. Barcelona  | Campo de Sport de El Sardinero | —     | Steimborn Ludvik | — |
| Oviedo F. C.          | 7:0 | Arenas de Guecho | Estadio de Buenavista          | —     | Montero Román    | — |
| C. D. Español         | 2:2 | Valencia F. C.   | Estadio de Sarriá              | 15:30 | Ostalé Gómez     | — |

| 25 de febrero de 1934 |     |                |                                |       |                      |   |
| Arenas de Guecho      | 1:2 | C. D. Español  | Campo de Ibaiondo              | —     | Escartín Morán       | — |
| Racing de Santander   | 2:1 | Valencia F. C. | Campo de Sport de El Sardinero | —     | Melcón Bartolomé     | — |
| Donostia F. C.        | 3:2 | Betis Balompié | Estadio de Atocha              | —     | Arribas Seijas       | — |
| Madrid F. C.          | 5:1 | Oviedo F. C.   | Estadio de Chamartín           | —     | Iturralde Gorostiaga | — |
| F. C. Barcelona       | 2:1 | Athletic Club  | Campo de Las Corts             | 15:45 | Ostalé Gómez         | — |

| 4 de marzo de 1934 |     |                     |                            |       |                   |   |
| Athletic Club      | 3:1 | Racing de Santander | Estadio de San Mamés       | —     | Comorera Gatuella | — |
| Betis Balompié     | 1:0 | F. C. Barcelona     | Campo del Patronato Obrero | —     | Sanchis Orduña    | — |
| Oviedo F. C.       | 3:2 | Donostia F. C.      | Estadio de Buenavista      | —     | Montero Román     | — |
| Valencia F. C.     | 0:0 | Arenas de Guecho    | Estadio de Mestalla        | —     | Escartín Morán    | — |
| C. D. Español      | 2:2 | Madrid F. C.        | Estadio de Sarriá          | 15:45 | Steimborn Ludvik  | — |

### Tabla de resultados cruzados
| Local \ Visitante   | ARE | ATH | BAR | BET | DON | ESP | MAD | OVI | RAC | VAL |
| ------------------- | --- | --- | --- | --- | --- | --- | --- | --- | --- | --- |
| Arenas de Guecho    | —   | 2–0 | 3–1 | 0–1 | 0–0 | 1–2 | 3–3 | 1–1 | 2–1 | 1–2 |
| Athletic Club       | 9–0 | —   | 6–1 | 5–0 | 2–1 | 5–0 | 5–1 | 6–2 | 3–1 | 6–2 |
| F. C. Barcelona     | 4–0 | 2–1 | —   | 5–1 | 4–0 | 5–0 | 1–2 | 2–0 | 6–3 | 5–2 |
| Betis Balompié      | 2–0 | 1–3 | 1–0 | —   | 1–1 | 3–1 | 2–1 | 4–2 | 2–1 | 2–1 |
| Donostia F. C.      | 4–1 | 3–0 | 2–0 | 3–2 | —   | 3–3 | 0–3 | 3–1 | 2–1 | 3–1 |
| C. D. Español       | 6–2 | 1–4 | 3–2 | 3–1 | 4–0 | —   | 2–2 | 5–2 | 5–0 | 2–2 |
| Madrid F. C.        | 2–1 | 3–0 | 4–0 | 0–1 | 2–0 | 3–2 | —   | 5–1 | 1–0 | 3–2 |
| Oviedo F. C.        | 7–0 | 2–2 | 7–3 | 4–3 | 3–2 | 3–1 | 3–2 | —   | 3–1 | 7–0 |
| Racing de Santander | 4–1 | 3–2 | 3–1 | 4–1 | 1–1 | 3–1 | 4–3 | 4–3 | —   | 2–1 |
| Valencia F. C.      | 0–0 | 2–2 | 2–0 | 2–1 | 4–1 | 1–0 | 2–1 | 1–0 | 1–2 | —   |

## Estadísticas

### Tabla histórica de goleadores
Isidro Lángara fue el máximo goleador del campeonato con 27 goles, igualando la cifra más alta conseguida por un jugador en la historia del torneo, lograda por Bata en el tercer campeonato de liga. Lángara logró anotarlos en 18 partidos, uno más que los disputados por Bata en aquella edición, arrojando un promedio de 1,5 goles por partido.

Nota: Nombres y banderas de equipos en la época.
| \| Pos. \| Jugador \| G. \| Part. \| Prom. \| \| Club \| Nota \| \| ---- \| -------------------- \| -- \| ----- \| ----- \| \| ------------------------ \| ------------------------------------------------ \| \| 1 \| Isidro Lángara[n. 1] \| 27 \| 18 \| 1.50 \| \| Oviedo Football Club \| Iguala marca de goles en una edición (27 goles). \| \| 2 \| Francisco Iriondo \| 18 \| 18 \| 1.00 \| \| Club Deportivo Español \| \| \| 3 \| José Iraragorri \| 17 \| 17 \| 1.00 \| \| Athletic Club \| \| \| 4 \| Guillermo Gorostiza \| 14 \| 15 \| 0.93 \| \| Athletic Club \| \| \| = \| Agustín Sauto Bata \| 14 \| 17 \| 0.82 \| \| Athletic Club \| \| \| = \| Martí Ventolrà \| 14 \| 19 \| 0.74 \| \| Football Club Barcelona \| \| \| 7 \| Luis Regueiro \| 12 \| 18 \| 0.67 \| \| Madrid Football Club \| \| \| 8 \| Victorio Unamuno \| 11 \| 17 \| 0.65 \| \| Betis Balompié \| \| \| = \| Simón Lecue \| 11 \| 18 \| 0.61 \| \| Betis Balompié \| \| \| = \| Eduardo Herrerita \| 11 \| 18 \| 0.61 \| \| Oviedo Football Club \| \| \| 11 \| Santiago Urtizberea \| 10 \| 11 \| 0.91 \| \| Unión Club de Irún \| \| \| = \| Pablo Pombo \| 10 \| 13 \| 0.77 \| \| Racing Club de Santander \| \| Actualizado a fin de torneo. |                     |    |       |       |  |                          |                                                  |
| Pos. | Jugador             | G. | Part. | Prom. |  | Club                     | Nota                                             |
| 1 | Isidro Lángara      | 27 | 18    | 1.50  |  | Oviedo Football Club     | Iguala marca de goles en una edición (27 goles). |
| 2 | Francisco Iriondo   | 18 | 18    | 1.00  |  | Club Deportivo Español   |                                                  |
| 3 | José Iraragorri     | 17 | 17    | 1.00  |  | Athletic Club            |                                                  |
| 4 | Guillermo Gorostiza | 14 | 15    | 0.93  |  | Athletic Club            |                                                  |
| = | Agustín Sauto Bata  | 14 | 17    | 0.82  |  | Athletic Club            |                                                  |
| = | Martí Ventolrà      | 14 | 19    | 0.74  |  | Football Club Barcelona  |                                                  |
| 7 | Luis Regueiro       | 12 | 18    | 0.67  |  | Madrid Football Club     |                                                  |
| 8 | Victorio Unamuno    | 11 | 17    | 0.65  |  | Betis Balompié           |                                                  |
| = | Simón Lecue         | 11 | 18    | 0.61  |  | Betis Balompié           |                                                  |
| = | Eduardo Herrerita   | 11 | 18    | 0.61  |  | Oviedo Football Club     |                                                  |
| 11 | Santiago Urtizberea | 10 | 11    | 0.91  |  | Unión Club de Irún       |                                                  |
| = | Pablo Pombo         | 10 | 13    | 0.77  |  | Racing Club de Santander |                                                  |

### Evolución del registro de máximo goleador histórico
Nota: tomados en consideración los partidos y goles que establece el trofeo «pichichi» que pueden diferir/y difieren de otros datos oficiales en la trayectoria de los jugadores al guiarse el premio por su propio baremo. Resaltados jugadores inactivos en la presente edición.
| Pos. | Jugador                | G. | Part. | Prom. | Debut   | (Equipo debut)                | Otros clubes                |
| ---- | ---------------------- | -- | ----- | ----- | ------- | ----------------------------- | --------------------------- |
| 1    | Guillermo Gorostiza    | 75 | 83    | 0.90  | 1929-30 | Athletic Club (75)            |                             |
| 2    | Santiago Urtizberea    | 70 | 71    | 0.99  | 1928-29 | Unión Club de Irún (48)       | Donostia Football Club (22) |
| =    | Agustín Sauto Bata     | 70 | 77    | 0.91  | 1929-30 | Athletic Club (70)            |                             |
| 4    | Luis Regueiro          | 66 | 98    | 0.67  | 1928-29 | Real Unión Club de Irún (36)  | Madrid Football Club (30)   |
| 5    | José Iraragorri        | 64 | 81    | 0.79  | 1929-30 | Athletic Club (64)            |                             |
| 6    | Ángel Arocha           | 52 | 60    | 0.87  | 1928-29 | Foot-Ball Club Barcelona (52) |                             |
| 7    | Ignacio Alcorta Cholín | 48 | 78    | 0.62  | 1928-29 | Donostia Football Club (48)   |                             |
| 8    | Victorio Unamuno       | 47 | 62    | 0.76  | 1928-29 | Athletic Club (36)            | Betis Balompié (11)         |
| 9    | Manuel Olivares        | 44 | 53    | 0.83  | 1930-31 | Club Deportivo Alavés (10)    | Madrid Football Club (34)   |
| 10   | Paco Bienzobas         | 40 | 65    | 0.62  | 1928-29 | Donostia Football Club (40)   |                             |